# Odense Vestkredsen
Odense Vestkredsen, også benævnt Odense 2. kreds, er fra 2007 en opstillingskreds i Fyns Storkreds. I 1971-2006 var kredsen en opstillingskreds i Fyns Amtskreds. I 1920-1970 var kredsen en opstillingskreds i Odense Amtskreds. Kredsen, der er oprettet i 1895, var en valgkreds indtil 1918.
Kredsen omfatter den del af Odense Kommune, der fra kommunens nordlige grænse begrænses mod øst, sydøst, nord og nordøst af Odense Østkredsen til begyndelsen af Vestergade ved Thomas B. Thriges Gade, mod sydøst og syd ad Vestergade, Vestrebro og Middelfartvej til jernbanelinjen mod Middelfart og mod sydøst af denne til kommunens sydvestgrænse.
Den 8. februar 2005 var der 41.490 stemmeberettigede vælgere i kredsen. Med 32,0 procent af stemmerne blev Socialdemokraterne det største parti i kredsen.
Kredsen rummede i 2005 flg. kommuner og valgsteder::
1. Odense Kommune
  1. Allesø Forsamlingshus
  2. Højstrupskolen
  3. Jernbanegade Skole
  4. Koruphallen
  5. Kroggårdskolen
  6. Lumby Forsamlingshus
  7. Paarup Forsamlingshus
  8. Ravnebjerg Forsamlingshus
  9. Spurvelundskolen
  10. Stige Skole
  11. Tarup Skole
  12. Ubberudhallen

## Folketingskandidater pr. 25/11-2018
| Liste | Parti                       | Kandidat | Bemærk                                       |
| ----- | --------------------------- | --- | -------------------------------------------- |
| A     | Socialdemokratiet           | Trine Bramsen |                                              |
| B     | Radikale Venstre            | Bjørn Bjerrehøj |                                              |
| C     | Det Konservative Folkeparti | |                                              |
| D     | Nye Borgerlige              | Benny Bindslev |                                              |
| F     | Socialistisk Folkeparti     | |                                              |
| I     | Liberal Alliance            | |                                              |
| O     | Dansk Folkeparti            | Pernille Bendixen |                                              |
| V     | Venstre                     | Marlene Ambo-Rasmussen |                                              |
| Ø     | Enhedslisten                | Reza Javid |                                              |
| Å     | Alternativet                | Stine Bardeleben Helles, Fabian Munkholm Davidsen, Mikkel Holm-Pedersen, Tine Busk, Line Gessø Storm Hansen, Karl Bidstrup, Mette Rahbek | Er opstillet i alle fynske opstillingskredse |